# Encyocrypta tindia
Encyocrypta tindia is een spinnensoort uit de familie Barychelidae. De soort komt voor in Nieuw-Caledonië.